# Milești (okręg Vâlcea)
Milești – wieś w Rumunii, w okręgu Vâlcea, w gminie Făurești. W 2011 roku liczyła 402 mieszkańców.